# マリー＝ヴィクトワール・ジャコット
マリー＝ヴィクトワール・ジャコット（Marie-Victoire Jaquotot,1772年1月15日 - 1855年4月27日）は、フランスの画家である。フランス革命から復古王政の時代に、主にセーヴルの磁器の絵付け画家として活躍した。1828年に国王シャルル10世から「磁器の王室筆頭画家（Premier peintre sur porcelaine, du Roi et de la Manufacture de Sèvres）」の称号を得た。

## 略歴
パリで生まれた。磁器工房で働く画家のエティエンヌ＝シャルル・ルゲ（Étienne-Charles Leguay: 1762-1846)の弟子になり、1894年にルゲと結婚した
。夫とともに有名なディールとゲラールの磁器工房（Manufacture de porcelaine Dihl et Guérhard）で磁器の絵付け画家として働き
、人物を描いた食器や磁器のプレートなどを制作して有名になった。ナポレオン・ボナパルトが権力を持っていた時代にはナポレオンの注文で、ジョゼフィーヌ・ド・ボーアルネの肖像画などを描き、有名な女性たちを描いた磁器のセットのデザインをした。
復古王政の後、国王になったルイ18世から1816年に「王室の磁器画家（Peintre sur porcelaine du Cabinet du Roi）」の称号を与えられ、1928年にシャルル10世によって「磁器の王室筆頭画家（Premier peintre sur porcelaine, du Roi et de la Manufacture de Sèvres）」の称号を得た。1816年から1836年まで、パリの工房で磁器絵付けの学校を運営した。
1855年にトゥールーズで亡くなった。ジャコットの作品はルーブル美術館などに収蔵されている。

## 作品

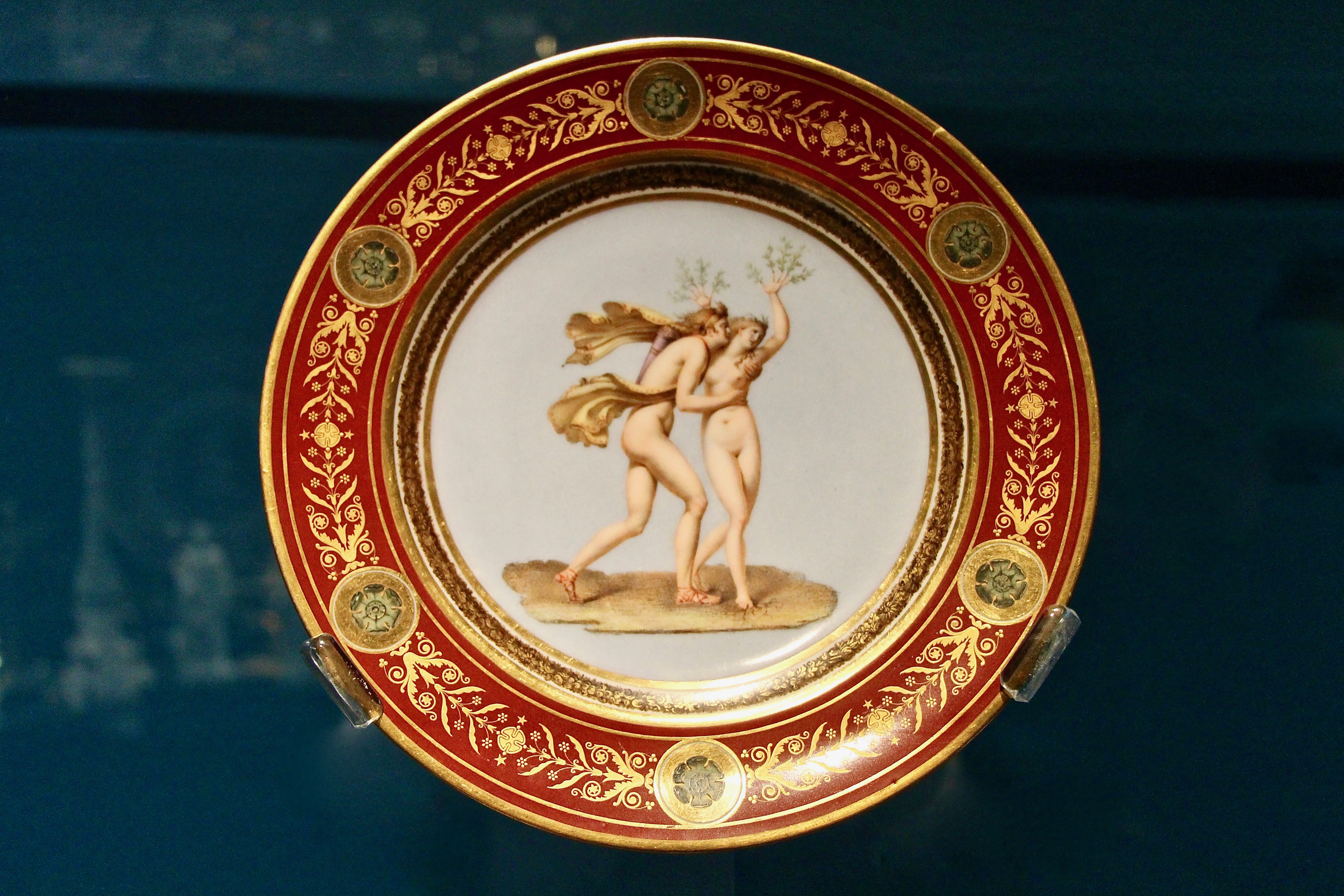
磁器
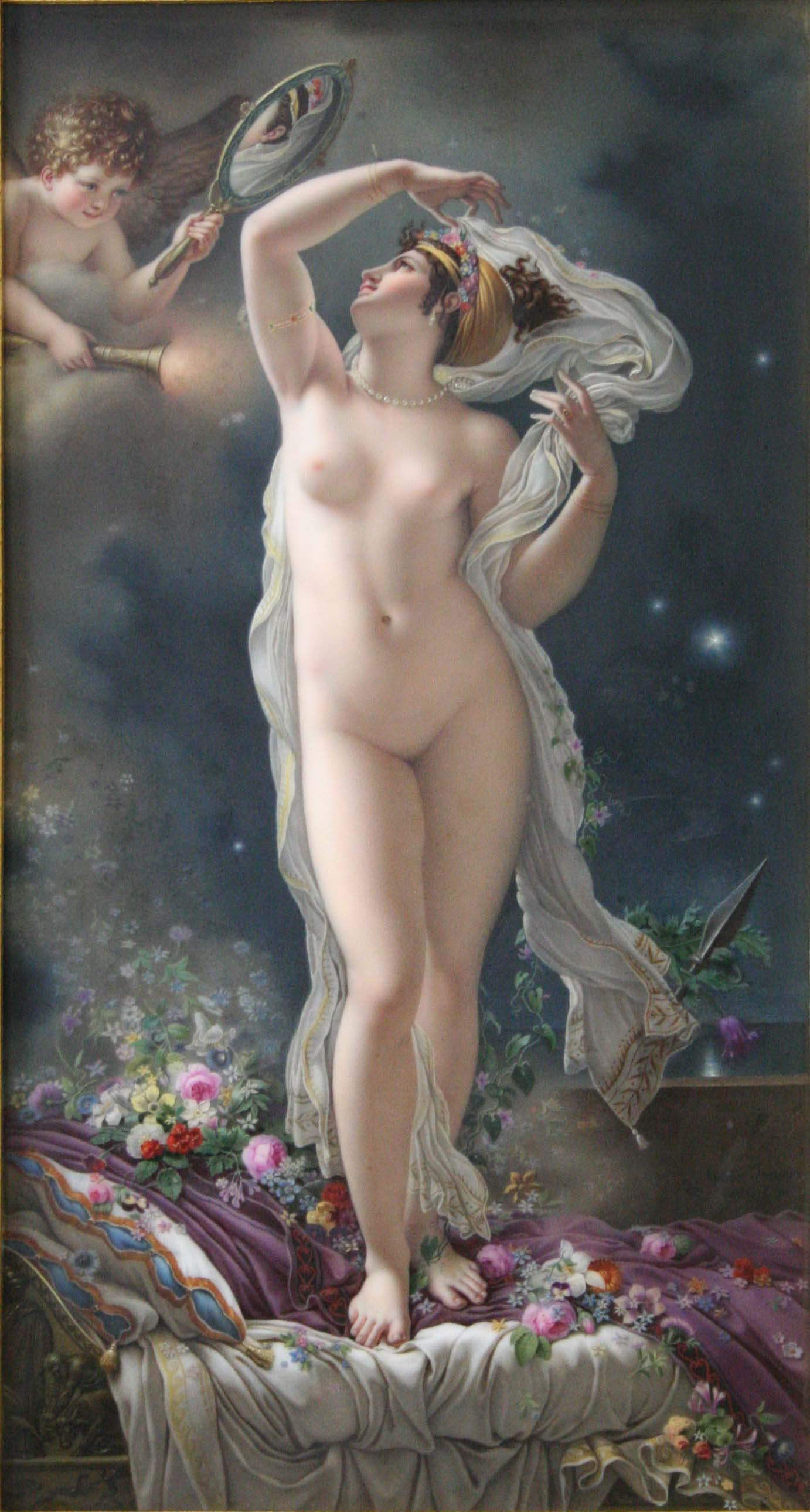
「ダナエー」（アンヌ＝ルイ・ジロデ＝トリオゾンの原画による陶器画）
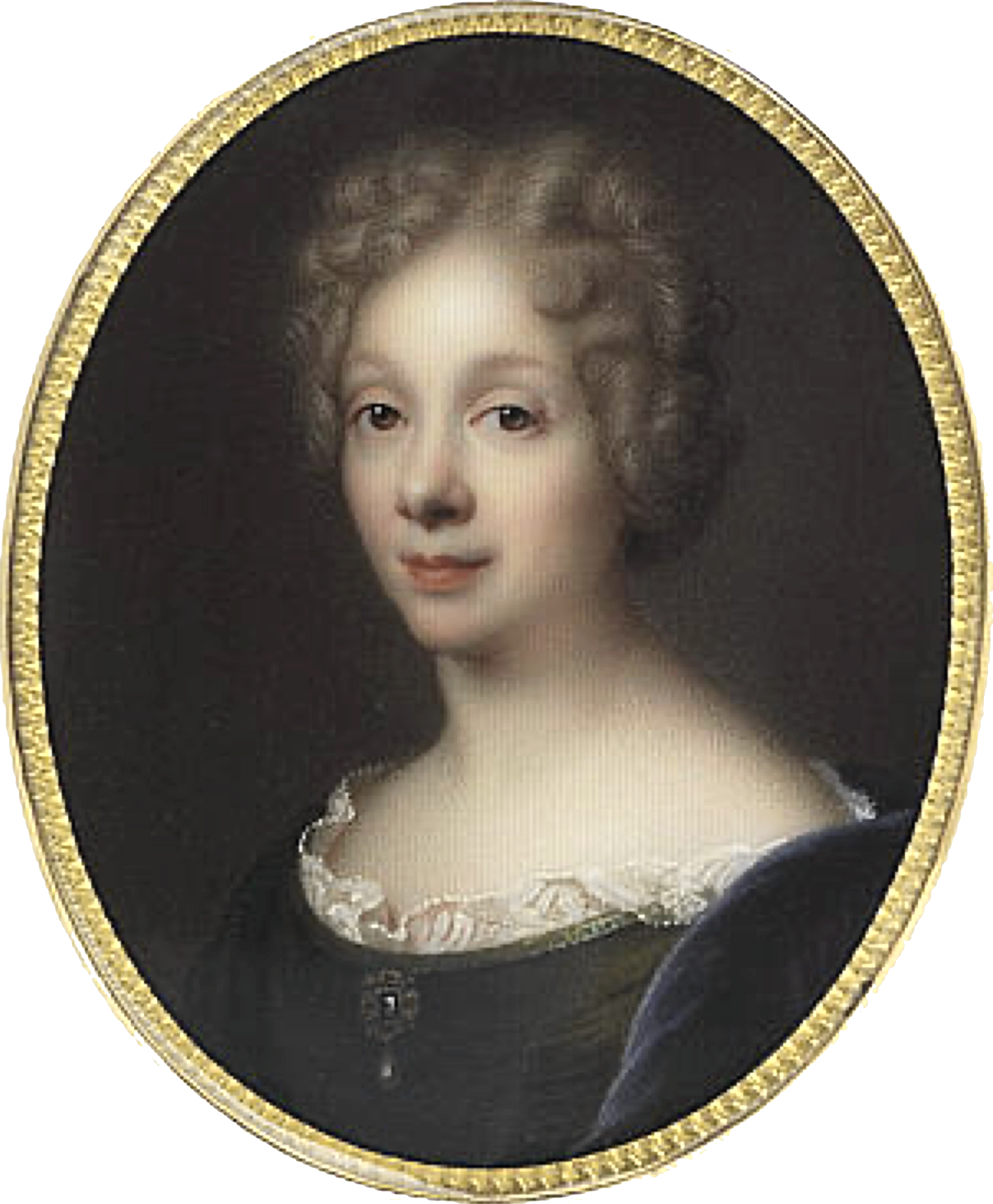
アンヌ・ダシエ（Roger de Pilesの原画による）